# Garibald
Garibald či Garipald (655? – po 671?) byl v roce 671 krátce langobardským králem.
Boj o trůn langobardského království ve druhé polovině 7. století byl složitý. Garibaldův otec Grimoald z Beneventa si trůn uzurpoval, když zavraždil předchozího krále Godeperta z Bavorské dynastie a donutil k útěku jeho spoluvládnoucího bratra a krále Perctarita. Když v roce 671 zemřel, na trůn langobardského království usedl jeho syn Garibald, který byl ještě nedospělý, a tak neměl skutečnou moc nad královstvím. Této situace využil vyhnaný Perctarit, který se po devíti letech rychle vrátil a Garibalda po třech měsících vlády svrhl.
Paulus Diaconus v díle Historia Langobardorum neuvádí více podrobností, pouze zaznamenal, že „Perctarit po návratu do Pavie vyhnal malého Garibalda a byl povýšen na trůn všemi Langobardy během třetího měsíce, který následoval po Grimoaldově smrti“.
Pokud nebyl Garibald umístěn do kláštera, byl patrně poslán do vyhnanství nebo zavražděn.